# Soera De Strijdplaats
Soera De Strijdplaats is een soera van de Koran.
De soera is vernoemd naar de plaats in de strijd, zoals genoemd in aya 4, van hen die strijden als ware het een muur. De profeet Isa en zijn apostelen worden genoemd en de bevestiging van de Thora door Isa. Daarnaast doet hij een voorspelling dat na hem Ahmed (Mohammed) zal komen, waarover mensen zullen zeggen, ondanks de duidelijke bewijzen die hij heeft, dat het bedrog is.

## Bijzonderheden
Er lijken overeenkomsten te zijn tussen aya 6 van deze soera en Johannes 14:26. Deze soera wordt met Soera Het IJzer, Soera De Opdrijving, Soera De Vrijdag en Soera Het Bedrog de lofprijzenden genoemd.